# Катлін Норд
Катлін Норд (нім. Kathleen Nord, 26 грудня 1965 — 24 лютого 2022) — німецька плавчиня.
Олімпійська чемпіонка 1988 року.
Чемпіонка Європи з водних видів спорту 1983, 1985, 1987, 1989 років.